# Тура (Угорщина)
Тура (угор. Tura) — місто в центральній Угорщині, в медьє Пешт. Населення — 8001 осіб (2001).

## Відомі уродженці

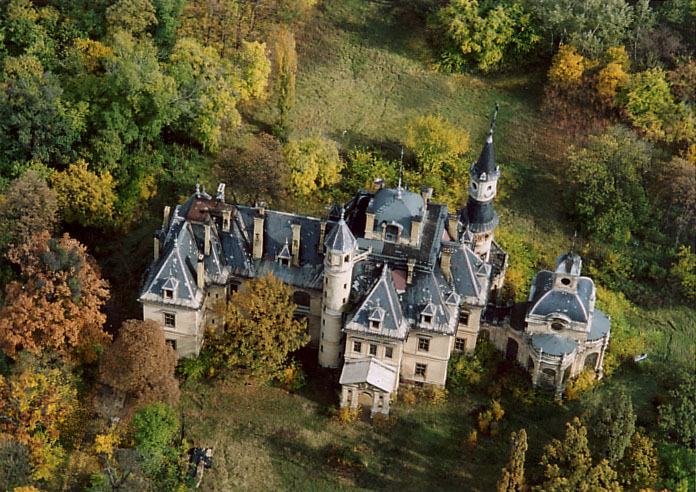
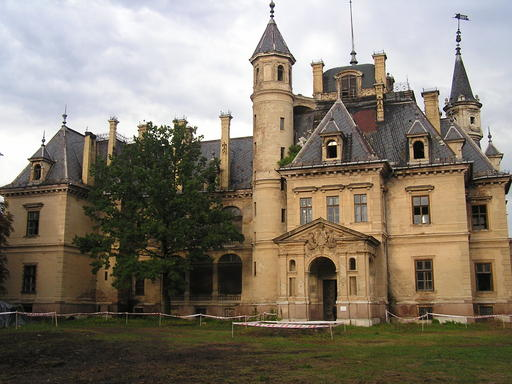

- Ласло Біро (нар. 1960) — угорський борець вільного та греко-римського стилів, срібний призер чемпіонату світу, чемпіон та дворазовий срібний призер чемпіонатів Європи, учасник двох Олімпійських ігор.